# Ed Skrein

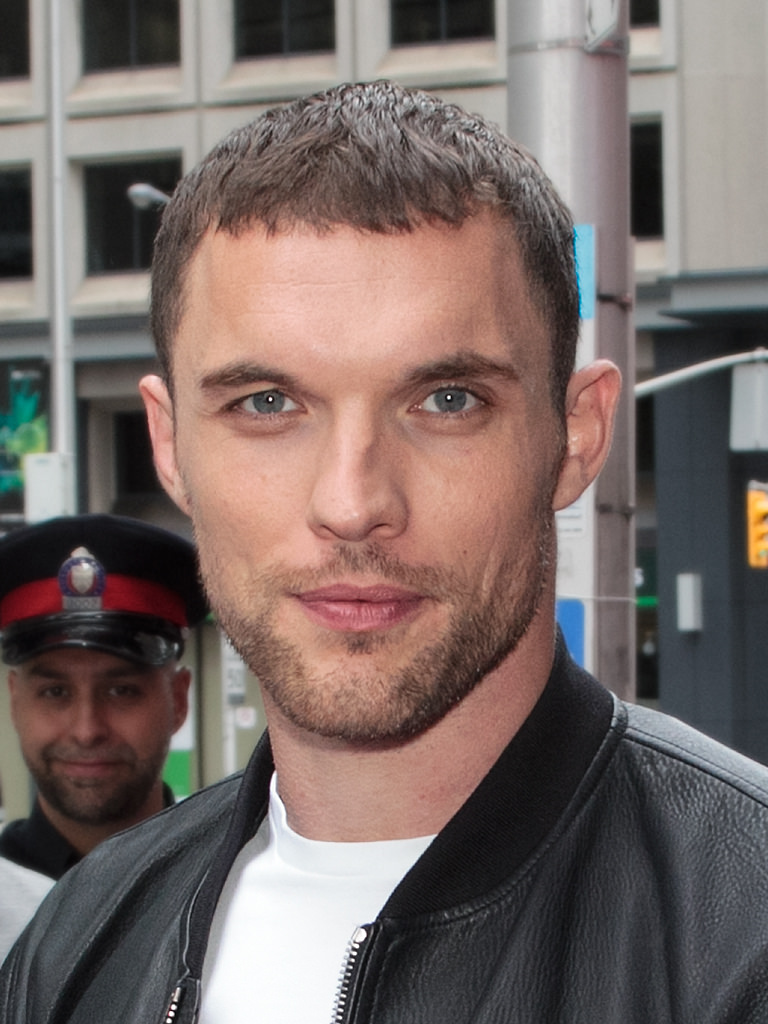
Ed Skrein (2015)

Edward George Skrein (* 29. März 1983 in London) ist ein britischer Schauspieler und Rapper.

## Leben
Skrein wuchs im Londoner Stadtteil Camden auf. Nach Abschluss seines Bachelors in Kunst am Central Saint Martins College of Art and Design konzentrierte sich Skrein zunächst auf seine Musik und war als MC auf diversen Musikfestivals in Europa aktiv. Er arbeitete innerhalb und außerhalb des Tonstudios mit zahlreichen Künstlern zusammen, darunter Foreign Beggars, Plan B, Dubbledge, Dr. Syntax, Asian Dub Foundation und Nathan „Flutebox“ Lee.
Seine erste Filmrolle war die Hauptrolle des Ed Richardson in dem englischen Kriminalfilm Ill Manors aus dem Jahr 2012. Nach weiteren Filmrollen erlangte Skrein 2013 internationale Bekanntheit mit der Rolle des Daario Naharis, die er in der dritten Staffel der HBO-Fantasy-Serie Game of Thrones spielte. Er verließ die Sendung aber am Ende der Staffel nach nur drei Folgen, der niederländische Schauspieler Michiel Huisman übernahm Skreins Rolle. 2015 erklärte Skrein in einem Interview, dass der Grund für sein Verlassen der Serie die „Politik hinter den Kulissen“ gewesen sei.
2014 war er in dem Film Northmen – A Viking Saga des Schweizer Regisseurs Claudio Fäh zu sehen, welcher am 10. Zurich Film Festival Weltpremiere feierte.
In The Transporter Refueled, dem vierten Teil der Transporter-Filme, der im September 2015 in die deutschen Kinos kam, übernahm Skrein die Hauptrolle des Frank Martin, die in den vorherigen Teilen von Jason Statham gespielt wurde.
Skrein engagiert sich karitativ. So durchschwamm er den Ärmelkanal für die britische NSPCC, eine Organisation zum Schutz vor Kindesmissbrauch, fuhr 1000 Meilen mit dem Fahrrad von Land’s End nach John o’ Groats für den mittlerweile eingestellten Fernsehsender KidsCo.
Skrein wird meist von Manuel Straube synchronisiert.

## Filmografie (Auswahl)
- 2012: Ill Manors – Stadt der Gewalt (Ill Manors)
- 2012: The Crime (The Sweeney)
- 2013: Game of Thrones (Fernsehserie, 3 Folgen)
- 2013: The Tunnel – Mord kennt keine Grenzen (The Tunnel, Fernsehserie, 3 Folgen)
- 2014: Northmen – A Viking Saga
- 2015: The Transporter Refueled
- 2015: Kill Your Friends
- 2015: Tiger House
- 2016: Deadpool
- 2016: The Model – Schönheit hat ihren Preis (The Model)
- 2018: TAU
- 2018: If Beale Street Could Talk
- 2018: In Darkness
- 2018: Ein Mops zum Verlieben (Patrick)
- 2019: Alita: Battle Angel
- 2019: Maleficent: Mächte der Finsternis (Maleficent: Mistress of Evil)
- 2019: Midway – Für die Freiheit (Midway)
- 2021: Naked Singularity
- 2021: Mona Lisa and the Blood Moon
- 2022: I Used to Be Famous
- 2023: Alles Licht, das wir nicht sehen (All the Light We Cannot See, Miniserie, Folge 1x02)
- 2023: Rebel Moon – Teil 1: Kind des Feuers (Rebel Moon – Part One: A Child of Fire)
- 2024: Rebel Moon – Teil 2: Die Narbenmacherin (Rebel Moon – Part Two: The Scargiver)
- 2025: Jurassic World: Die Wiedergeburt (Jurassic World Rebirth)